# ESP Guitars
Pour les articles homonymes, voir ESP.
 (janvier 2016).
Si vous disposez d'ouvrages ou d'articles de référence ou si vous connaissez des sites web de qualité traitant du thème abordé ici, merci de compléter l'article en donnant les références utiles à sa vérifiabilité et en les liant à la section « Notes et références ».
ESP (Electric Sound Product) est un fabricant japonais de guitares et basses depuis 1975. Il est orienté vers les guitares metal et a de nombreux artistes endorsees célèbres, tels James Hetfield et Kirk Hammett de Metallica, ou encore Richard Zven Kruspe et anciennement Paul Landers du groupe Rammstein. ESP Guitars est aujourd'hui un concurrent sérieux des marques historiques comme Fender ou Gibson et possède une branche custom shop. Dans le domaine des guitares pour le heavy metal, ESP est le principal concurrent de la marque Jackson Guitars. ESP possède également d'autres labels, comme Edwards et Navigator (guitares haut de gamme réservées exclusivement au marché japonais).

Tête classique des modèles de guitares électriques ESP.

## Histoire
En 1975, Hisatake Shibuya ouvre un magasin appelé Electric Sound Products (ESP) à Tokyo qui fournit des pièces de remplacement pour guitares et acquiert une bonne réputation dans ce domaine. À partir de 1976, la marque se lance dans l’artisanat guitare sur le marché japonais.
En 1983, la marque ESP débarque aux États-Unis, d’abord avec les pièces de rechange puis avec l’élaboration d’instruments sur mesure pour des artistes locaux à New York entre 1984 et 1985. Parmi ces artistes, on peut citer Page Hamilton (Helmet), Vernon Reid (Living Colour), Vinnie Vincent & Bruce Kulick (KISS) et Ronnie Wood (The Rolling Stones).
Au cours de cette même période, ESP commence à fabriquer des corps et manches de guitare pour Kramer Guitars. D'autres fabricants tels Robin Guitares, Schecter Guitar Research et DiMarzio utilisent ESP comme un fabricant OEM de pièces. De nombreux traits de fabrication ESP apparaissent encore dans certains modèles Kramer, notamment au niveau de la construction du manche et des échancrures sur le corps.

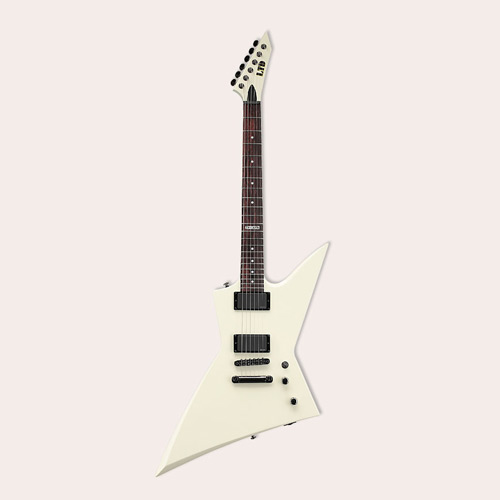
Guitare ESP Ltd EX400.

En 1986, George Lynch découvre ESP lors d'une tournée à Tokyo. Entré dans une boutique ESP à la recherche d'un manche de remplacement, il apprend qu’ESP construit également des guitares sur mesure. Il y fait fabriquer un nouveau modèle, sa célèbre ESP Kamikaze - le premier modèle signature ESP. En 1989, le siège d’ESP est transféré d’un loft sur la 19e rue à la 48e rue près du célèbre quartier de magasins de musique et gagne en réputation : James Hetfield et Kirk Hammett de Metallica popularisent ESP outre-Atlantique avec le modèle MX250 (de forme Explorer) et M II (servant de base donc à la KH2) respectif en amenant quelques modifications. Entre 1990 et 1992, ESP élargit sa gamme de produits tant sur les modèles signatures (41 modèles) que sur les modèles standards.
En 1993, l'ESP transfère son siège à Los Angeles. Là, ESP ouvre un bureau sur Sunset Blvd. à Hollywood. En 1996, une sous-marque LTD est créée pour produire des guitares de haute qualité dans une ligne plus abordable. Ces modèles sont généralement fabriqués en Corée ou en Indonésie. Peu de temps après l'introduction des lignes LTD, ESP interrompt la vente de la majorité de ses instruments japonais phares aux États-Unis en raison des surcouts liés à l’importation. Seule exception, les modèles signatures restent vendu sous la marque ESP.
De la même manière qu’Ibanez, ESP, s’est d’abord fait connaitre par la fabrication de modèle de très haute qualité et des répliques de célèbres modèles américains tels que Fender Stratocaster, Fender Telecaster ou encore Gibson Explorer. Cependant, comme Ibanez, ESP a dû légèrement modifier la forme de ces modèles contraint par une action intentée par Gibson pour empêcher la vente de ces répliques aux États-Unis.
Le rachat en 2002 de Jackson Guitars principal concurrent d’ESP sur les modèles ‘’Gros son de luxe’’ par Fender et le transfert de production des guitares sur le site de Corona en Californie est perçu négativement par un certain nombre de musiciens approuvés par Jackson qui quittent la marque notamment pour ESP comme Dave Mustaine (Megadeth), Adam Darski (Behemoth), Alexi Laiho et Roope Latvala (Children of Bodom), Dan Jacobs et Travis Miguel (Atreyu), Galder et Silenoz (Dimmu Borgir).

## Marques qui appartiennent à ESP
Les marques LTD, Xtone, Grass Roots, Edwards, Navigators et Italia Guitars appartiennent à ESP. La marque ESP fait les guitares signature de James Hetfield et Kirk Hammett de Metallica, Jeff Hanneman de Slayer,
Stephen Carpenter de Deftones, Max Cavalera de Soulfly, Alexi Laiho et Roope Latvala de Children Of Bodom, Richard Zven Kruspe de Rammstein… Ainsi qu'une ligne de basse comme celle de Tom Araya de Slayer. ESP propose les modèles LTD qui reprennent les modèles phares d'ESP, y compris certaines signatures, dans des versions plus économiques, avec des essences de bois moins luxueuses et des accastillages et électroniques moins haut de gamme (micros ESP au lieu de EMG ou Seymour Duncan, mécaniques sans marque à la place de Grover par exemple).
Exemple de correspondance :
- ESP Horizon ⇒ Série MH chez LTD
- ESP Eclipse ⇒ Série EC chez LTD
- ESP Viper ⇒ Série Viper chez LTD
- ESP KH2 ⇒ KH202 et KH602 chez LTD

Quelque modèles de chez LTD

## Les guitares de Kirk Hammett
En 2009, les guitares les plus chères de Kirk Hammett (commercialisées) sont la KH-2 OUIJA BLACK à près de 5 600 euros et la KH-20th anniversary à près de 7 500 euros (10 000 dollars aux États-Unis) et la moins chère la KH-Jr (3/4 des modèles classiques) à environ 250 euros (en version LTD). En 2020 ESP a sorti avec Kirk Hammett la ESP KH-2 OUIJA PSP et RSP qui sont des guitares basées sur les OUIJA originales mais en coloris Purple Sparkle (PSP) et Red Sparkle (RSP). Ces guitares ont été produites à seulement 30 exemplaires chacune et se vendent au prix de 12 000 dollars. En 2021 ESP a annoncé le retour de la ESP KH-3 Spider qui est une réédition du modèle original de 1994.

## Artistes possédant un modèle signature chez ESP
Actuellement :
- Kai Hansen (Gamma Ray)
- Johan Söderberg (Amon Amarth)
- Thomas Dellys (Trash Heaven)
- James Hetfield (Metallica)
- Kirk Hammett (Metallica)
- Alexi Laiho (Children of Bodom)
- Roope Latvala (Children of Bodom)
- Jeff Hanneman (Slayer)
- Will Adler (Lamb of God)
- Rob Arnold (Chimaira)
- Matt DeVries (Chimaira)
- Stephen Carpenter (Deftones)
- Gus G. (Firewind)
- Jeff Ling (Parkway Drive)
- Luke Kilpatrick (Parkway Drive)
- Michael Padget (Bullet for My Valentine)
- Nergal (Behemoth)
- Silenoz (Dimmu Borgir)
- Galder (Dimmu Borgir)
- Max Cavalera (ex-Sepultura, Soulfly)
- Richard Zven Kruspe (Rammstein)
- George Lynch
- Jon Donais (Shadows Fall)
- Richie Sambora (Bon Jovi)
- Ron Wood
- Michael Wilton (Queensryche)
- Page Hamilton (Helmet)
- Dan Jacobs (Atreyu)
- Travis Miguel (Atreyu)
- Emppu Vuorinen (Nightwish)
- Sotää (Odium)
- Die (Dir en grey)
- Kaoru (Dir en grey)
- Toshiya (Dir en grey)
- Aoi (the GazettE)
- Uruha (the GazettE)
- Reita (the GazettE)
- Leda (DELUHI)
- SUGIZO (LUNA SEA - X JAPAN)
- Hitsugi (Nightmare)
- Sakito (Nightmare)
- Hizaki (Versailles)
- Teru (Versailles)
- Yohio
- Aiji (LM.C)
- Tetsu (L'Arc-en-Ciel)
- Syu (Galneryus)
- Lightning

YUKI(dustar 3, rayflower) 
Revo (sound horizon)
Anciennement :
- Michael Amott (Arch Enemy) maintenant chez Dean
- Dave Mustaine (Megadeth) maintenant chez Gibson
- Kerry King (Slayer) maintenant chez BC Rich
- Wayne Static (Static-X) maintenant chez Dean
- Paul Landers (Rammstein) maintenant chez Gibson